# Deirdre Watkinson
Deirdre Watkinson (* 4. Juni 1941) ist eine ehemalige britische Sprinterin und Mittelstreckenläuferin.
1966 gewann sie für England startend bei den British Empire and Commonwealth Games in Kingston Silber über 440 Yards in 54,1 s und schied über 880 Yards im Vorlauf aus. Bei den Leichtathletik-Europameisterschaften in Budapest erreichte sie über 400 m das Halbfinale.

## Persönliche Bestzeiten
- 400 m: 53,8 s, 8. August 1966, Kingston (Zwischenzeit)
- 800 m: 2:08,71 min, 11. August 1966, Kingston (Zwischenzeit)